# Congolese honingzuiger
De Congolese honingzuiger (Cinnyris congensis; synoniem: Nectarinia congensis) is een zangvogel uit de familie Nectariniidae (honingzuigers).

## Verspreiding en leefgebied
Deze soort is endemisch in Congo-Kinshasa en Congo-Brazzaville.